# Pleopeltis polypodioides
Pleopeltis polypodioides är en stensöteväxtart. Pleopeltis polypodioides ingår i släktet Pleopeltis och familjen Polypodiaceae.

## Underarter
Arten delas in i följande underarter:
- P. p. ecklonii
- P. p. polypodioides
- P. p. aciculare
- P. p. burchellii
- P. p. knoblochiana
- P. p. michauxiana

## Bildgalleri

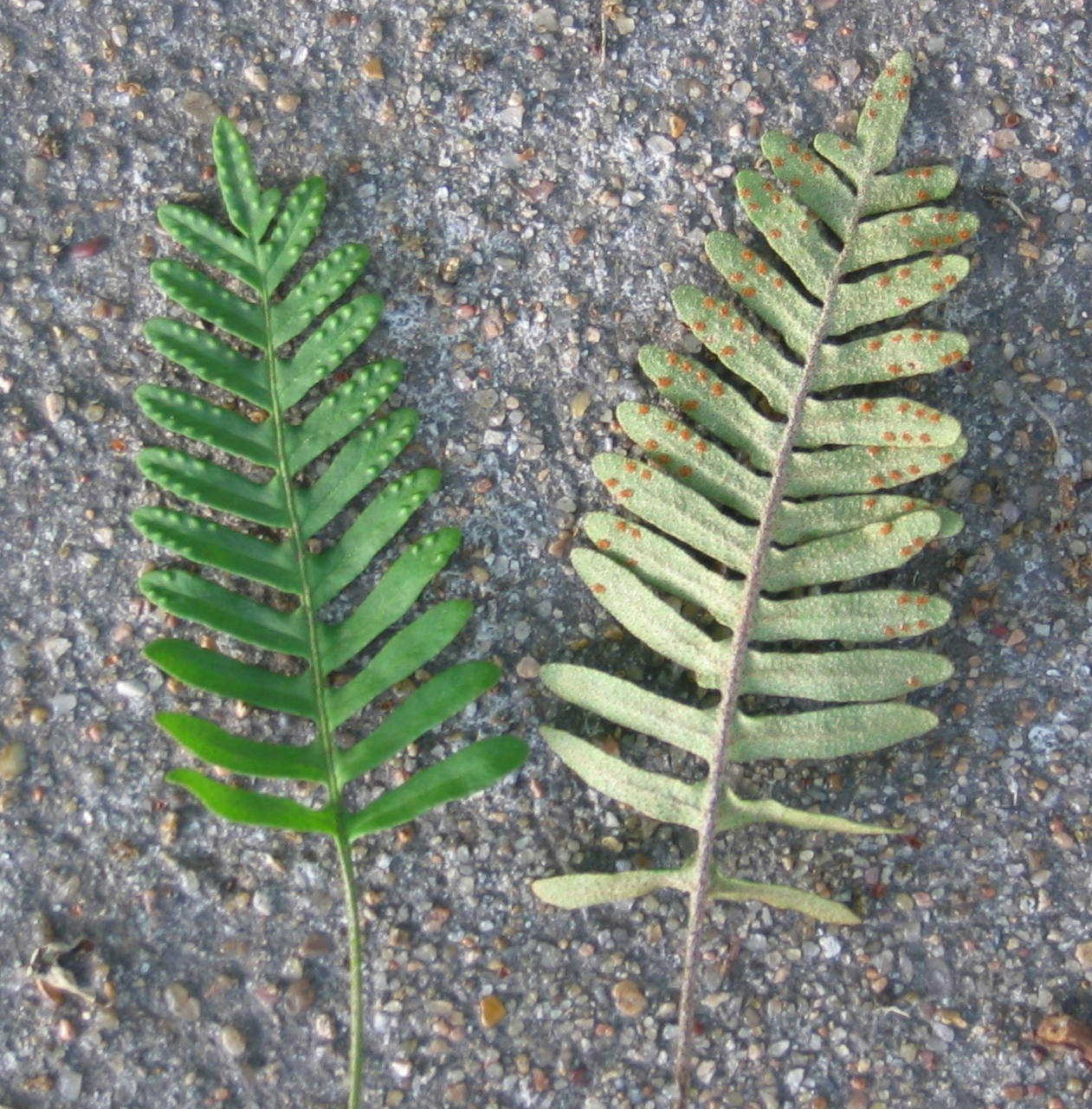
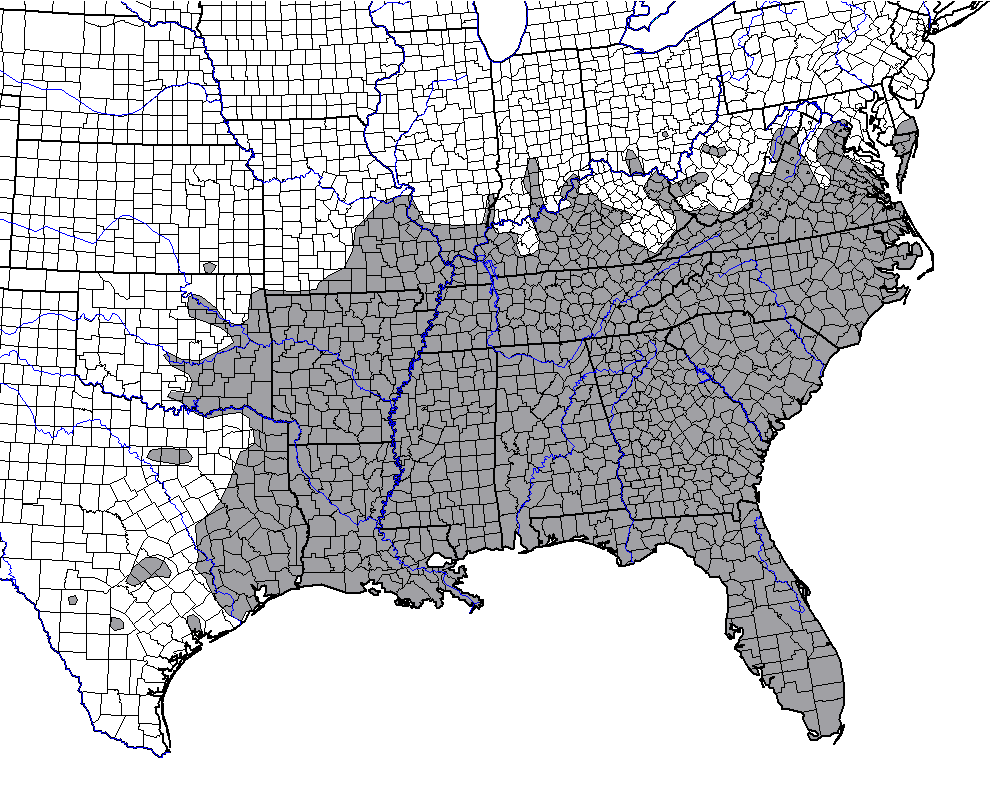